# The Clock (The Americans)
"The Clock" es el segundo episodio de la primera temporada de la serie de televisión dramática de época The Americans. Escrito por el creador de la serie Joe Weisberg y dirigido por Adam Arkin, se emitió originalmente en FX en los Estados Unidos el 6 de febrero de 2013.

## Trama
Philip (Matthew Rhys) se hace pasar por un oficial de inteligencia sueco llamado Scott Birkeland en un cóctel. Seduce a Celia Gerard, también conocida como Annelise (Gillian Alexy), la esposa de un subsecretario adjunto del Departamento de Defensa de Estados Unidos y la convence para que tome fotografías del estudio en la casa del secretario de Defensa de los Estados Unidos, Caspar Weinberger, para que la KGB pueda instalar un dispositivo de escucha. Annelise toma las fotografías en el estudio de Weinberger atando una cámara a su sostén. Más tarde, Philip y Elizabeth (Keri Russell) revelan las fotografías en un cuarto oscuro y notan un reloj en el estudio al que se le pueden colocar micrófonos.
Stan (Noah Emmerich) y Chris (Maximiliano Hernández) están vigilando una tienda de equipos de música donde Nina (Annet Mahendru), una mujer que trabaja para la embajada soviética en Washington, entra y luego sale rápidamente con un paquete grande. Stan y Chris confrontan al dueño de la tienda sobre su identidad, y Chris encuentra una lata de caviar Beluga detrás del mostrador.
Mientras tanto, en la embajada soviética, dos hombres discuten la próxima visita a Estados Unidos de Margaret Thatcher y John Nott, con información de que están visitando a Weinberger. Philip y Elizabeth tienen tres días para regresar a la casa de Weinberger y plantar el dispositivo. Elizabeth, disfrazada, envenena a un joven estudiante universitario llamado Grayson inyectándole una aguja sujeta al extremo de un paraguas. Philip y Elizabeth van a la casa del estudiante universitario para ver a su madre, Viola Johnson (Tony Patano), quien resulta ser criada de Weinberger, y le dicen que, si les trae el reloj ubicado en su oficina, le darán el antídoto a su hijo. Viola obedece, de mala gana, y roba el reloj.
Philip aparece en su casa más tarde, pero es atacado por el hermano de Viola. Philip lo golpea en la pelea que sigue, donde le dice a Viola que no hable de esto con nadie. Elizabeth se preocupa por el éxito de la misión y cómo afectará a los niños. Philip se entera de que Viola no ha puesto en marcha el reloj de la oficina. Elizabeth va a la casa de Viola y le dice que su fe en Dios no salvará a su hijo. Philip entra y comienza a asfixiar a Grayson con una almohada, lo que convence a Viola de terminar el trabajo al día siguiente con Elizabeth dándole el antídoto a su hijo.
Stan encuentra a Nina y le dice que sabe que ella está enviando equipos estéreo estadounidenses de alto precio a la Unión Soviética; él la chantajea para que espíe a los rusos para el FBI.
Los rusos celebran la instalación del dispositivo y escuchan la reunión entre Weinberger y Nott, quienes discuten la construcción de un escudo antimisiles.

## Producción
El episodio fue escrito por el creador de la serie Joe Weisberg y dirigido por Adam Arkin.

## Recepción
En su emisión original en Estados Unidos, "The Clock" fue visto por aproximadamente 1,97 millones de espectadores domésticos y obtuvo una cuota de audiencia de 0,8 entre los adultos de 18 a 49 años, según Nielsen Media Research. El episodio bajó cuatro décimas respecto al episodio piloto.
Genevieve Koski y Emily VanDerWerff de The AV Club le dieron a The Clock una A-, diciendo: "The Americans está lejos de ser la primera serie dramática que pide a su audiencia que apoye a un antihéroe, o incluso a un villano, aunque podría ser el único en hacer que apoyemos a los personajes que están trabajando activamente para destruir el "nosotros" colectivo de la sociedad estadounidense". Continuando: "como lo demuestra el episodio de esta semana, la respuesta a por qué deberíamos apoyar a estos personajes que técnicamente son "ellos" para nuestro "nosotros" se vuelve mucho más simple: es muy difícil no apoyar el éxito de una historia de travesura bien ejecutada". 